# Wildcat (2023)
Wildcat ist ein US-amerikanischer Spielfilm aus dem Jahr 2023 von Ethan Hawke mit Maya Hawke als Flannery O’Connor nach einem Drehbuch von Shelby Gaines und Ethan Hawke. Premiere der Filmbiografie war am 1. September 2023 am 50. Telluride Film Festival. Ab dem 12. September 2023 wurde der Film am Toronto International Film Festival 2023 gezeigt. Die Europa-Premiere fand am 30. September 2023 am Zurich Film Festival statt.

## Handlung
Die junge Flannery O’Connor möchte Karriere als Schriftstellerin machen. Allerdings ist es als Frau in den 1940er und 50er-Jahren alles andere als einfach, sich im männerdominierten Literaturbetrieb durchzusetzen.
Bei einem Besuch bei ihrer Mutter Regina im Süden der Vereinigten Staaten wird bei Flannery im Alter von 25 Jahren Lupus diagnostiziert, eine Krankheit, an der bereits ihr Vater erkrankte und starb. Flannery kämpft in der Folge ebenfalls mit körperlichen Beschwerden, schreibt aber erfolgreiche Romane und zahlreiche Kurzgeschichten.

## Produktion und Hintergrund
Der Film wurde von der Renovo Media Group, Under the Influence Productions und Good Country Pictures produziert, als Produzenten fungierten Ryan Hawke, Joe Goodman, Cory Pyke und Karri O’Reilly und als Executive Producers Wojciech Frykowski, Eric Groth, David Kingland, Ralph Winter, Brian Tetsuro Ivie, Gregory Daniel King, Shelby Gaines, sowie Hauptdarstellerin Maya Hawke.
Die Dreharbeiten begannen am 10. Januar 2023 in Louisville im US-Bundesstaat Kentucky. Weitere Drehorte waren Shelbyville und Frankfort.
Die Kamera führte Steve Cosens, die Musik schrieben Shelby Gaines und Latham Gaines, die Montage verantwortete Barry Poltermann. Das Kostümbild gestaltete Amy Andrews, das Produktionsdesign Sarah Young und den Ton Ron Bochar und Derek Sepe.
Die Idee einer Verfilmung des Lebens von Flannery O’Connor stammte von Maya Hawke, die unter anderem einen ihrer Texte bei der Aufnahmeprüfung zur Schauspielschule verwendete. Als Regisseur und Drehbuchautor fungierte ihr Vater Ethan Hawke, als Produzentin dessen zweite Frau Ryan Hawke.

## Rezeption
Maria Engler meinte auf cineman.ch, dass der Versuch einer Verfilmung der Lebensgeschichte von Flannery O’Connor nicht ganz aufgehe. Maya Hawke liefere eine vielseitige und sehenswerte Performance ab. O’Connors emanzipatorischer Kampf werde nur an wenigen Stellen gegen die übermächtigen Männer des Literaturbetriebes geführt. Spannend sei die Struktur, die zwischen dem Nacherzählen des Lebensweges von O’Connor und der Inszenierung ihrer Werke wechselt. Mit dieser Unbeständigkeit verliere der Film aber auch Fokus und werde irgendwann etwas langatmig.